# Ljubo Benčić
Ljubomir Benčić (Stari Grad, 2 gennaio 1905 – Zagabria, 24 febbraio 1992) è stato un calciatore e allenatore di calcio jugoslavo, di ruolo attaccante.

## Carriera

### Giocatore

#### Club
Da calciatore totalizzò 353 presenze e 355 gol, di cui 111 presenze e 104 reti in partite ufficiali, con la maglia dell'Hajduk Spalato.
Terminata la carriera da calciatore intraprese quella da allenatore, dirigendo anche squadre italiane come Bologna e Pescara.

#### Nazionale
Il suo debutto con la nazionale jugoslava risale al 28 settembre 1924 in occasione dell'amichevole persa contro la Cecoslovacchia (0-2). La sua ultima partita con la nazionale risale al 28 ottobre 1927 dove va anche a segno in casa della Cecoslovacchia (5-3).
Indossò la maglia della nazionale per un totale di cinque partite andando due volte a segno.

## Statistiche

### Cronologia presenze e reti in nazionale
| Cronologia completa delle presenze e delle reti in nazionale ― Jugoslavia | Cronologia completa delle presenze e delle reti in nazionale ― Jugoslavia | Cronologia completa delle presenze e delle reti in nazionale ― Jugoslavia | Cronologia completa delle presenze e delle reti in nazionale ― Jugoslavia | Cronologia completa delle presenze e delle reti in nazionale ― Jugoslavia | Cronologia completa delle presenze e delle reti in nazionale ― Jugoslavia | Cronologia completa delle presenze e delle reti in nazionale ― Jugoslavia | Cronologia completa delle presenze e delle reti in nazionale ― Jugoslavia |
| Data                                                                      | Città                                                                     | In casa                                                                   | Risultato                                                                 | Ospiti                                                                    | Competizione                                                              | Reti                                                                      | Note                                                                      |
| ------------------------------------------------------------------------- | ------------------------------------------------------------------------- | ------------------------------------------------------------------------- | ------------------------------------------------------------------------- | ------------------------------------------------------------------------- | ------------------------------------------------------------------------- | ------------------------------------------------------------------------- | ------------------------------------------------------------------------- |
| 28-9-1924                                                                 | Zagabria                                                                  | Jugoslavia                                                                | 0 – 2                                                                     | Cecoslovacchia                                                            | Amichevole                                                                | -                                                                         |                                                                           |
| 28-10-1925                                                                | Praga                                                                     | Cecoslovacchia                                                            | 7 – 0                                                                     | Jugoslavia                                                                | Amichevole                                                                | -                                                                         |                                                                           |
| 4-11-1925                                                                 | Padova                                                                    | Italia                                                                    | 2 – 1                                                                     | Jugoslavia                                                                | Amichevole                                                                | 1                                                                         | cap.                                                                      |
| 13-6-1926                                                                 | Parigi                                                                    | Francia                                                                   | 4 – 1                                                                     | Jugoslavia                                                                | Amichevole                                                                | -                                                                         |                                                                           |
| 28-10-1927                                                                | Praga                                                                     | Cecoslovacchia                                                            | 5 – 3                                                                     | Jugoslavia                                                                | Amichevole                                                                | 1                                                                         |                                                                           |
| Totale                                                                    |                                                                           | Presenze                                                                  | 5                                                                         |                                                                           | Reti                                                                      | 2                                                                         |                                                                           |

## Palmarès

### Giocatore

#### Club
- Campionato jugoslavo: 1

Hajduk Spalato: 1929

#### Individuale
- Capocannoniere della Prva Liga: 2

1928 (7 gol), 1929 (10 gol)

### Allenatore
- Campionato croato: 1

Hajduk Spalato: 1940-1941